# Susanne Boll
Susanne Elisabeth Marianne Boll, född 7 februari 1972 i Motala, är en svensk psykolog, journalist och sedan 2008 deckarförfattare.

## Liv och författarskap
Susanne Boll växte upp i Motala. Hon flyttade därifrån efter sin student 1990. Hon tog examen som psykolog. 1995 flyttade Boll, tillsammans med sin familj, till Stockholm. 2007 bodde hon tillfälligt i Sitges i Spanien och påbörjade där sin första roman Morgongåvan vilken utgavs året därpå och är en spänningsroman om livsval och sökandet efter kärlek. "Jag är rätt envis och har haft Dag Öhrlunds råd om hur man ska lyckas som författare ringande i bakhuvudet: 'Ge aldrig upp!'"
Hennes andra roman Det enda rätta, som utkom 2013, är en relationsroman om tre kvinnors liv. Det är Helmi (en äldre cancerläkare med komplikationer både hemma och på jobbet), Maria (en av Helmis patienter) och Isabelle (arbetar på dagiset där Marias barn går). Viola Kondracki på Litteraturmagazinet ansåg att det var en bok som lämnar många tankar efter sig och som nästan kräver att diskuteras. Bengt Heurlin på Dast Magazine menade att varje enskilt kvinnoöde hade räckt till en egen bok och att Boll närmast slösade med goda idéer.
Hennes tredje roman Hitta hem kom ut 2014 och är en fristående uppföljare till Det enda rätta. Den fjärde romanen, Eldsystrar, utkom 2018 och är en spänningsroman med psykologen Vera Lilja i huvudrollen. 
2019 kom Luftburen, den andra romanen med psykologen Vera Lilja. En vän inom polisen har tagit kontakt för att få hjälp med en serie mord. Det verkar handla om någon som hämnas på personer som utnyttjat människor sexuellt.
2021 kom Jordanden som är den näst sista romanen i en serie byggd på de fyra elementen. Vera Lilja arbetar en dag i veckan hos polisen. Tillsammans med sin kollega och vän utreder hon fallet med en våldtagen och död man som hittats i  Veras bostadsområde.
De två första delarna med Vera Lilja har också eget soundtrack. Dessa är skapade tillsammans med bandet Keep it Up där Susanne Boll är sångerska. I november 2020 släpptes singeln "Airborne" när boken även kom ut som pocket. Enligt författaren fördjupas karaktärerna och deras känslor genom musiken.